# Kup Maršala Tita 1948
La Kup Maršala Tita 1948 fu la seconda edizione della Coppa di Jugoslavia. 1760 squadre parteciparono alle qualificazioni gestite dalle federazioni repubblicane ed iniziate a metà giugno; 72 furono quelle che raggiunsero la coppa vera e propria (gestita dalla FSJ), che si disputò dal 24 ottobre al 29 novembre 1948.
Il detentore era il Partizan, che in questa edizione fu il finalista sconfitto. I bianconeri si rifecero vincendo il campionato.
Il trofeo fu vinto dalla Stella Rossa, che sconfisse in finale, appunto, il Partizan. Per i biancorossi fu il primo titolo in questa competizione.

## Squadre qualificate
La fase regionale è iniziata il 26 giugno in tutte le repubbliche ed alla fase nazionale le compagini erano così ripartite: 16 dalla Serbia, 12 dalla Croazia, 8 ciascuna da Slovenia e Bosnia Erzegovina, 6 dalla Macedonia e 3 dal Montenegro. La fase nazionale è iniziata il 24 ottobre con queste 52 partecipanti:

### Calendario
| Turno            | Gare        | Date             | Numero gare | Riduzione squadre |
| ---------------- | ----------- | ---------------- | ----------- | ----------------- |
| Primo turno      | Gara unica  | 24 ottobre 1948  | 26          | 72 → 46           |
| Secondo turno    | Gara unica  | 31 ottobre 1948  | 18          | 46 → 28           |
| Terzo turno      | Gara unica  | 7 novembre 1948  | 12          | 28 → 16           |
| Ottavi di finale | Gara unica  | 14 novembre 1948 | 8           | 16 → 8            |
| Quarti di finale | Gara unica  | 21 novembre 1948 | 4           | 8 → 4             |
| Semifinali       | Gara unica  | 28 novembre 1948 | 2           | 4 → 2             |
| Finale           | Da definire | 29 novembre 1948 | 1           | 2 → 1             |

## Primo turno
| Squadra 1                      | Risultato   | Squadra 2                      |
| ------------------------------ | ----------- | ------------------------------ |
| 24 ottobre 1948                |             |                                |
| (3) Bokelj                     | 3 – 1       | Jakić Pljevlja (3)             |
| (3) Borac Banja Luka           | 4 – 2 (dts) | Sloboda Tuzla (x)              |
| (x) Braća Stefanović Izbište   | 2 – 5       | Granap Belgrado (x)            |
| (x) Guarnigione JNA Radovljica | n.d.        | Nafta (3)                      |
| (x) Jedinstvo Bačka Topola     | 8 – 1       | Lokomotiva Novska (x)          |
| (x) Jedinstvo Zemun            | 3 – 2       | Eđšeg Novi Sad (x)             |
| (x) Bečej                      | 1 – 2       | Slaven Borovo (3)              |
| (3) Kladivar Celje             | 0 – 2       | Gorica (x)                     |
| (3) Kvarner                    | 4 – 0       | Dinara Knin (x)                |
| (3) Napredak Kruševac          | 7 – 0       | Guarnigione JNA Strumica (x)   |
| (3) Naprijed Sisak             | 4 – 2       | Železničar Maribor (3)         |
| (x) Nehaj Senj                 | 2 – 4 (dts) | NK Zagabria (3)                |
| (3) Ohrid                      | 2 – 1       | FK Trepča (x)                  |
| (x) Podgrmeč                   | n.d.        | Rudar Kakanj (x)               |
| (3) Rabotnik Bitola            | 1 – 3       | Guarnigione JNA Niš (x)        |
| (x) Rudar Kostolac             | 2 – 0       | Borac Bivolje (x)              |
| (3) Rudar Trbovlje             | 4 – 1       | Tekstilac Varaždin (3)         |
| (3) Šar Tetovo                 | 4 – 0       | Goce Delčev (3)                |
| (3) Sloboda Subotica           | 2 – 1       | Čajka Trstenik (x)             |
| (x) Sloga Doboj                | 2 – 1       | Proleter Teslić (3)            |
| (x) Sloga Đurđenovac           | 6 – 1       | Guarnigione JNA Đurđenovac (x) |
| (3) Srem                       | 3 – 5       | Branko Paraćin (x)             |
| (3) Velež Mostar               | 2 – 1       | Sutjeska (3)                   |
| (3) Železničar Lubiana         | 2 – 0       | Tržič (x)                      |
| (3) Željezničar                | 4 – 1       | Guarnigione JNA Skopje (x)     |
| (x) Zmaj Makarska              | 4 – 0       | Solin (x)                      |

## Secondo turno
- Entrano le 10 squadre di seconda divisione.[5]

| Squadra 1                  | Risultato   | Squadra 2                      |
| -------------------------- | ----------- | ------------------------------ |
| 31 ottobre 1948            |             |                                |
| (3) Bokelj                 | 0 – 3       | Mornar Spalato (2)             |
| (3) Borac Banja Luka       | 1 – 2       | Enotnost (2)                   |
| (x) Branko Paraćin         | 0 – 4       | Vardar (2)                     |
| (2) Dinamo Skopje          | 1 – 0       | Slaven Borovo (3)              |
| (x) Guarnigione JNA Niš    | 3 – 2 (dts) | Rudar Kostolac (x)             |
| (x) Jedinstvo Bačka Topola | 3 – 4 (dts) | Dinamo Pančevo (2)             |
| (3) Kvarner                | 5 – 4       | Gorica (x)                     |
| (3) Napredak Kruševac      | 3 – 1       | Željezničar (3)                |
| (3) Naprijed Sisak         | 1 – 4       | Spartak Subotica (2)           |
| (x) Podgrmeč               | 0 – 3       | NK Zagabria (3)                |
| (2) Podrinje Šabac         | 2 – 1       | Velež Mostar (3)               |
| (2) Proleter Osijek        | 3 – 0       | Granap Belgrado (x)            |
| (3) Rudar Trbovlje         | 4 – 0       | Sloga Đurđenovac (x)           |
| (2) Sarajevo               | 3 – 2       | Železničar Lubiana (3)         |
| (3) Šar Tetovo             | 1 – 0       | Ohrid (3)                      |
| (3) Sloboda Subotica       | 3 – 4       | Jedinstvo Zemun (x)            |
| (x) Sloga Doboj            | 1 – 1 (dts) | Guarnigione JNA Radovljica (x) |
| (x) Zmaj Makarska          | 0 – 4       | Metalac Zagabria (2)           |

## Terzo turno
- Entrano 6 squadre di Prva liga.[6]

| Squadra 1               | Risultato   | Squadra 2                      |
| ----------------------- | ----------- | ------------------------------ |
| 7 novembre 1948         |             |                                |
| (1) Budućnost           | n.d.        | Šar Tetovo (3)                 |
| (2) Dinamo Pančevo      | 0 – 2       | Metalac Belgrado (1)           |
| (x) Guarnigione JNA Niš | 2 – 4 (dts) | Metalac Zagabria (2)           |
| (x) Jedinstvo Zemun     | 2 – 4       | Napredak Kruševac (3)          |
| (3) Kvarner             | 2 – 3       | Ponziana (1)                   |
| (1) Lokomotiva Zagabria | 4 – 0       | Guarnigione JNA Radovljica (x) |
| (1) Naša krila          | 2 – 1       | Enotnost (2)                   |
| (2) Proleter Osijek     | 5 – 1       | Dinamo Skopje (2)              |
| (3) Rudar Trbovlje      | 0 – 0 (dts) | NK Zagabria (3)                |
| (2) Sarajevo            | 2 – 1 (dts) | Mornar Spalato (2)             |
| (1) Sloga Novi Sad      | 5 – 2       | Podrinje Šabac (2)             |
| (2) Spartak Subotica    | 2 – 1       | Vardar (2)                     |

## Ottavi di finale
- Entrano le squadre di Prva liga piazzatesi nei primi 4 posti (Stella Rossa, Partizan, Dinamo e Hajduk).[7]

| Squadra 1             | Risultato   | Squadra 2               |
| --------------------- | ----------- | ----------------------- |
| 14 novembre 1948      |             |                         |
| (1) Stella Rossa      | 5 – 1       | Spartak Subotica (2)    |
| (1) Hajduk Spalato    | 0 – 2       | Budućnost (1)           |
| (1) Metalac Belgrado  | 1 – 1 (dts) | Metalac Zagabria (2)    |
| (3) Napredak Kruševac | 1 – 1 (dts) | Ponziana (1)            |
| (2) Proleter Osijek   | 2 – 3       | Partizan (1)            |
| (2) Sarajevo          | 0 – 0 (dts) | Lokomotiva Zagabria (1) |
| (1) Sloga Novi Sad    | 4 – 8 (dts) | Naša krila (1)          |
| (3) NK Zagabria       | 3 – 4       | Dinamo Zagabria (1)     |

## Quarti di finale
| Squadra 1               | Risultato | Squadra 2           |
| ----------------------- | --------- | ------------------- |
| 21 novembre 1948        |           |                     |
| (1) Lokomotiva Zagabria | 0 – 2     | Partizan (1)        |
| (2) Metalac Zagabria    | 1 – 5     | Dinamo Zagabria (1) |
| (3) Napredak Kruševac   | 1 – 4     | Stella Rossa (1)    |
| (1) Naša krila          | 4 – 1     | Budućnost (1)       |

## Semifinali
| Squadra 1        | Risultato   | Squadra 2           |
| ---------------- | ----------- | ------------------- |
| 28 novembre 1948 |             |                     |
| (1) Stella Rossa | 4 – 3       | Naša krila (1)      |
| (1) Partizan     | 3 – 3 (dts) | Dinamo Zagabria (1) |

## Finale
Prima della finale, venne disputata anche quella per il terzo posto, vinta dalla Dinamo Zagabria per 5–1 sul Naša krila.
| Arbitro: | Leo Lemešić (Spalato) |

|                                  |           |  |
| Vukosavljević 22’, 36’ Mitić 30’ | Marcatori |  |

| STELLA ROSSA:      |  |                         |  |
|                    |  |                         |  |
| P                  |  | Srđan Mrkušić           |  |
|                    |  | Branko Stanković        |  |
|                    |  | Milenko Drakulić        |  |
|                    |  | Dimitrije Tadić         |  |
|                    |  | Milivoje Đurđević       |  |
|                    |  | Predrag Đajić           |  |
|                    |  | Jovan Cokić             |  |
|                    |  | Rajko Mitić             |  |
|                    |  | Kosta Tomašević         |  |
|                    |  | Bela Palfi              |  |
|                    |  | Branislav Vukosavljević |  |
| Allenatore:        |  |                         |  |
| Svetislav Glišović |  |                         |  |

| PARTIZAN:   |  |                        |  |
|             |  |                        |  |
| P           |  | Franjo Šoštarić        |  |
|             |  | Vladimir Firm          |  |
|             |  | Miomir Petrović        |  |
|             |  | Zlatko Čajkovski       |  |
|             |  | Milorad Jovanović      |  |
|             |  | Lajoš Jakovetić        |  |
|             |  | Prvoslav Mihajlović    |  |
|             |  | Božidar Drenovac       |  |
|             |  | Stjepan Bobek          |  |
|             |  | Aleksandar Atanacković |  |
|             |  | Kiril Simonovski       |  |
| Allenatore: |  |                        |  |
| Illés Spitz |  |                        |  |